# 魁北克自由黨
魁北克自由黨（法語：Parti libéral du Québec，簡稱PLQ）是加拿大魁北克省一個聯邦主義省級政黨，對上一次在魁北克省執政時期介乎2014年至2018年。它自1955年起和聯邦自由黨不再有關聯。
該黨一向支持魁北克聯邦主義，即支持魁北克留在加拿大聯邦內，並擴大魁北克的自治。雖然魁北克自由黨在加拿大政治的背景下在歷史上常被認爲是中間偏右，但是該黨認爲大政府能夠對經濟起到支持作用並且支持社會自由主義政策，然而自省長莊社理在2012年省大選失利下台後就不再偏右。該黨內還有顯著的社會民主主義派系，在寂靜革命中表現的十分明顯。現代的魁北克自由黨是一個具有廣泛基礎的聯邦主義者聯盟，包含在聯邦層面支持保守黨、自由黨、新民主黨的不同成員，大多數非法語魁北克選民都支持魁北克自由黨。
魁北克自由黨於1955年切斷了和聯邦自由黨的聯繫，此後兩個黨關係一直很緊張。

## 外部連結
- 维基共享资源上的相關多媒體資源：魁北克自由黨
- 魁北克自由黨官方網站：法文版 （页面存档备份，存于） / 英文版 （页面存档备份，存于）